# Otto III av Bayern
Otto III av Bayern, född 11 februari 1261 i Burghausen, död 9 september 1312 i Landshut, var nedre Bayerns monark som hertig mellan 1290 och 1312, och Ungerns monark som kung under namnet Bela V/Otto I från 1305 till 1307. 